# Dibamus seramensis
Dibamus seramensis — вид ящірок з родини Дібамових. Вид мешкає на індонезійському острові Серам. Тіло сягає 20 см завдовжки.

## Поширення
- Bisby F.A., Roskov Y.R., Orrell T.M., Nicolson D., Paglinawan L.E., Bailly N., Kirk P.M., Bourgoin T., Baillargeon G., Ouvrard D. (red.) (2011). Species 2000 & ITIS Catalogue of Life: 2011 Annual Checklist. Species 2000: Reading, UK. Архів оригіналу за 21 лютого 2014. Процитовано 24 september 2012.
- Greer,A. E. (1985) The relationships of the lizard genera Anelytropsis and Dibamus., J. Herpetol. 19 (1): 116–156
- TIGR Reptile Database . Uetz P. , 2007-10-02

| Жаба | Це незавершена стаття з герпетології. Ви можете допомогти проєкту, виправивши або дописавши її. |